# Chthonerpeton perissodus
Chthonerpeton perissodus es una especie de anfibios gimnofiones de la familia Caeciliidae.
Es endémica de Brasil: lo poco que se conoce de la distribución de esta cecilia corresponde a la descripción de la localidad típica, donde se recogió el ejemplar que se ha tomado como tipo nomenclatural: la zona del Río Pandeiros, en el estado de Minas Gerais.